# Фиалковое мороженое

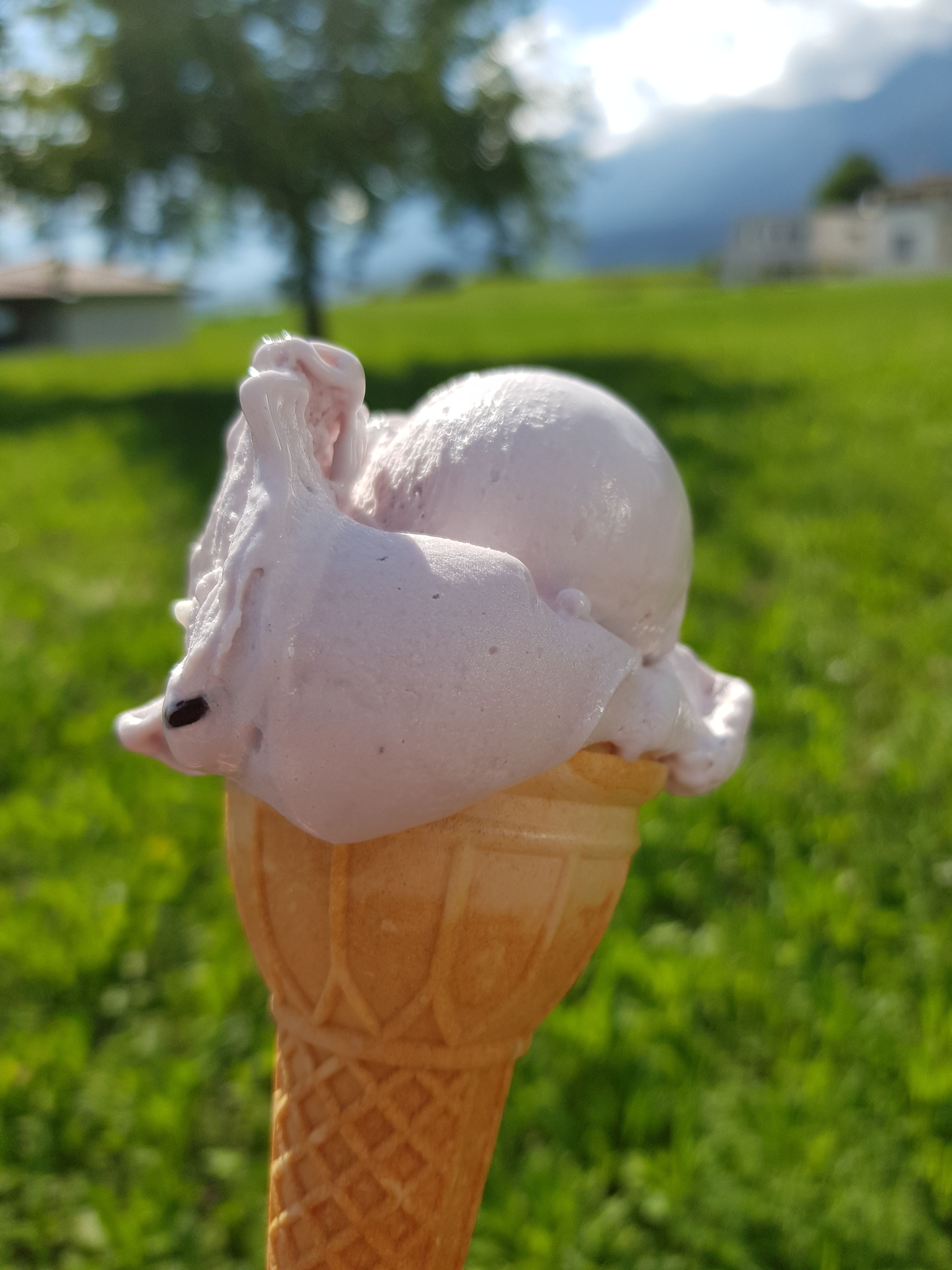
Фиалковое мороженое

Фиалковое мороженое — популярное в Европе в XIX веке мороженое на основе лепестков фиалки. Имеет лиловый цвет и запах фиалок и обладает своеобразным вкусом. Фиалковое мороженое часто декорируют кандированными цветками фиалки, которые сами по себе на рубеже XIX—XX веков были ярмарочным лакомством. Фиалковое мороженое получило распространение благодаря австрийской императрице Елизавете Баварской, супруге Франца Иосифа I и поныне имеется в меню некоторых венских кофеен и, прежде всего, кондитерской «Демель».
Фиалки были любимым цветком императрицы, лиловый — её любимым цветом, а фиалковое мороженое — одним из любимых блюд. Императрица слыла первой красавицей Европы, прилагала много усилий для поддержания своей внешней привлекательности и дисциплинированно изнуряла себя многочасовыми физическими нагрузками и строгими диетами. В дневной рацион по одной из них входили всего лишь два апельсина и один шарик фиалкового мороженого. Фиалковое мороженое низкокалорийное, поскольку не содержит молока и является по сути шербетом. По рецепту Огюста Эскофье, лепестки фиалки настаивают в кипящем сиропе, протирают через сито и приправляют лимонным соком. Императрица предпочитала фиалковое мороженое ещё и потому, что душистый цветок позволял ей справиться с тем, что было непосильно даже с её железной дисциплиной, — запахом экскрементов. Ароматическое вещество фиалок, ионон, не усваивается человеческим организмом и выводится им в неизменном состоянии.